# Baoding
Baoding is een stad en  prefectuur in de noordoostelijke provincie Hebei, Volksrepubliek China. Bij de volkstelling in 2020 had de stad 1.940.384 inwoners, de prefectuur had 11.544.036 inwoners.

## Cultuur
De grootste etnische groep zijn de Han-Chinezen. De taal die het meest gesproken wordt in Baoding is het Mandarijn, in het dialect Jilu-Mandarijn. Ondanks dat Baoding dicht bij Peking ligt, lijkt het dialect in Baoding niet op het Pekings dialect. Het ligt dichter bij het Tianjin-dialect.
Hebei, de provincie waar Baoding in ligt, huist een hoge concentratie van de Chinese Katholieken. Baoding weerspiegelt deze demografische trend. Verschillende Katholieke leiders van Baoding zijn gearresteerd sinds 1990.
Waarschijnlijk zijn de bekendste objecten uit Baoding de Baoding kogels uit de Mingdynastie.
Anxin County is het huis van de Quantou Village Music Association, een bekende traditionele muziekgroep die optreedt op guanzi's, Shengs en percussie. Het dorp van Quantou ligt op een eiland in het Baiyangdian meer.

## Geschiedenis
Baoding is een stad met een geschiedenis die teruggaat tot de Han-dynastie. De stad is vernietigd door de Mongolen in de 13e eeuw, maar nadat de Mongolen de Yuan-dynastie oprichtten werd de stad herbouwd. Het verkreeg de naam Baoding tijdens de Yuan-dynastie, en betekent letterlijk Bescherming van de hoofdstad, verwijzend naar de stad dicht bij Peking. Baoding was jarenlang de hoofdstad van Zhili en was een belangrijk centrum van cultuur in de Ming-dynastie en de vroegere Qing-dynastie. Later werd het een provinciale hoofdstad, toen Zhili hernoemd werd tot Hebei. Tijdens de Tweede Wereldoorlog was de stad een locatie van een hoofdkwartier voor de Japanse bezettingskrachten. In 1958 werd de rol van provinciale hoofdstad overgenomen door Tianjin, die zijn status als een provinciale gemeente verloren had, maar toen Tianjin werd opgeheven (1966) kreeg Baoding zijn positie als provinciale hoofdstad terug. In 1970 werd de snelgroeiende stad Shijiazhuang de hoofdstad. Op 1 april 2017 werd de Speciale Economische Zone Xiongan in Baoding gesticht. Hiervan werd aangekondigd dat veel van de minder centrale functies van de hoofdstad Peking hiernaar zouden worden overgedragen.

## Economie
Een van de grootste werkgevers in Baoding is China Lucky Film. De grootste fotogevoelige materialen en magnetische opname media fabrikant in China.

## Kenmerken
Baoding ligt ongeveer 140 kilometer ten zuiden van Peking, de hoofdstad van China. Het is ongeveer halverwege tussen Peking en Shijiazhuang, de hoofdstad van Hebei.
Baoding is gelegen op vlakten, ten oosten van het Taihang gebergte. Het is omringd door akkers. De stad in ongeveer rechthoekig van vorm en is gescheiden van noord tot zuid door het Jingguan spoortraject. Het Baoding treinstation toont het geografische centrum van de stad aan. Het oudere gedeelte van Baoding is teen oosten van het spoortraject, en is ingedeeld in het noorden en het zuiden. Aan de westzijde van het spoortraject bevindt zich het nieuwe gedeelte, met een modernere ontwikkeling.
De straten van de stad volgen een rough grid pattern, maar dat is minder duidelijk in het oude stadsgedeelte. De traditionele hoofdstraat van oud-Baoding is Yuhua Road, dat loopt van het centrum tot het oosten van de stad. De meeste van de historische gebouwen liggen in dit gebied, samen met de grotere winkelcentra. Andere grote straten zijn Dongfeng Road en Changyang Avenue. Ook is er een ringweg om te stad.
Baoding is de thuishaven van Hebei University te midden van anderen.

### Vervoer
Baoding heeft goede verbindingen met andere steden, is gelegen op een van de belangrijkste routes van en naar Peking. The Jingshi Expressway verbindt de twee steden, en Baoding is ook het meest westers gelegen eindpunt van de Baojin Expressway dat Baoding verbindt met Tianjin. De Jingguang Railway biedt regelmatige diensten aan Beijing West Railway Station.
Het interne openbaar vervoer bestaat uit bussen (de kosten zijn één yuan voor elke reis binnen het stedelijk gebied). Ook de taxi behoort tot het openbaar vervoer.

## Klimaat
Baoding bevindt zich in het midden van Hebei, ten oosten van de Taihang berg. Tijdens het regenseizoen is de jaarlijkse regenval 570 millimeter, de gemiddelde jaartemperatuur is ongeveer 12,0 °C.

## Partnersteden
De partnersteden van Baoding zijn:
- Verenigde Staten: Charlotte, North Carolina
- Japan: Yonago
- Japan: Saijo

## Geboren
- Zhang Ruifang (1918-2012), actrice
- Pang Wei (1986), schutter
- Hao Yun (1995), zwemmer

## Galerij

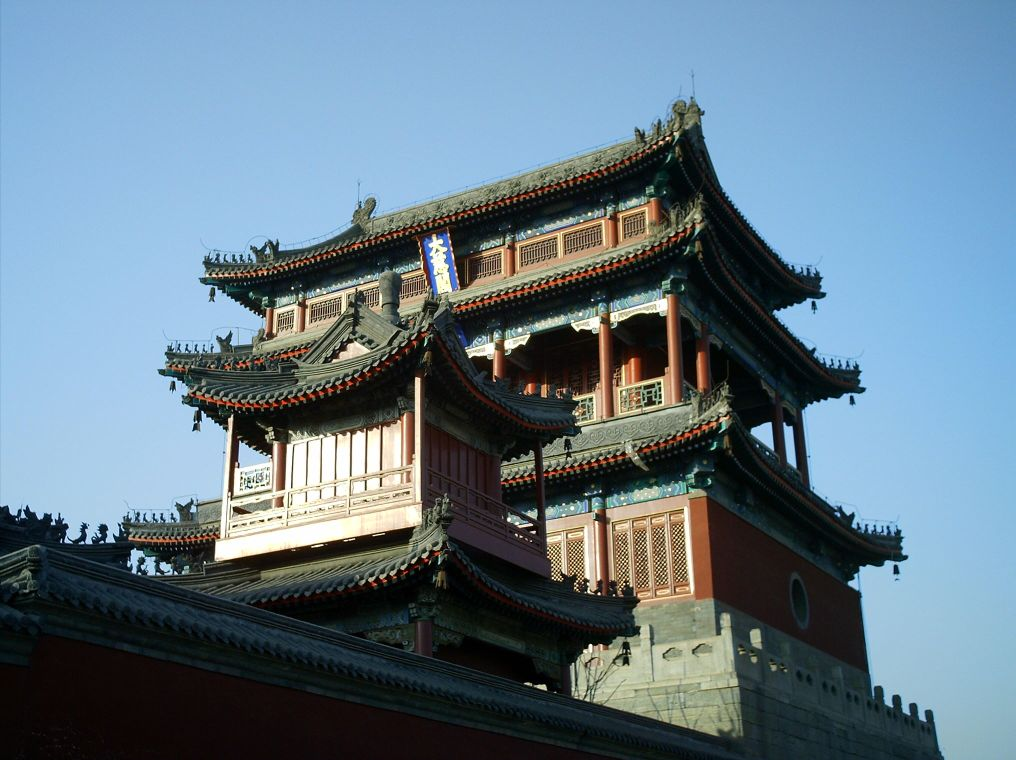
Tempel in het centrum van oud-Baoding
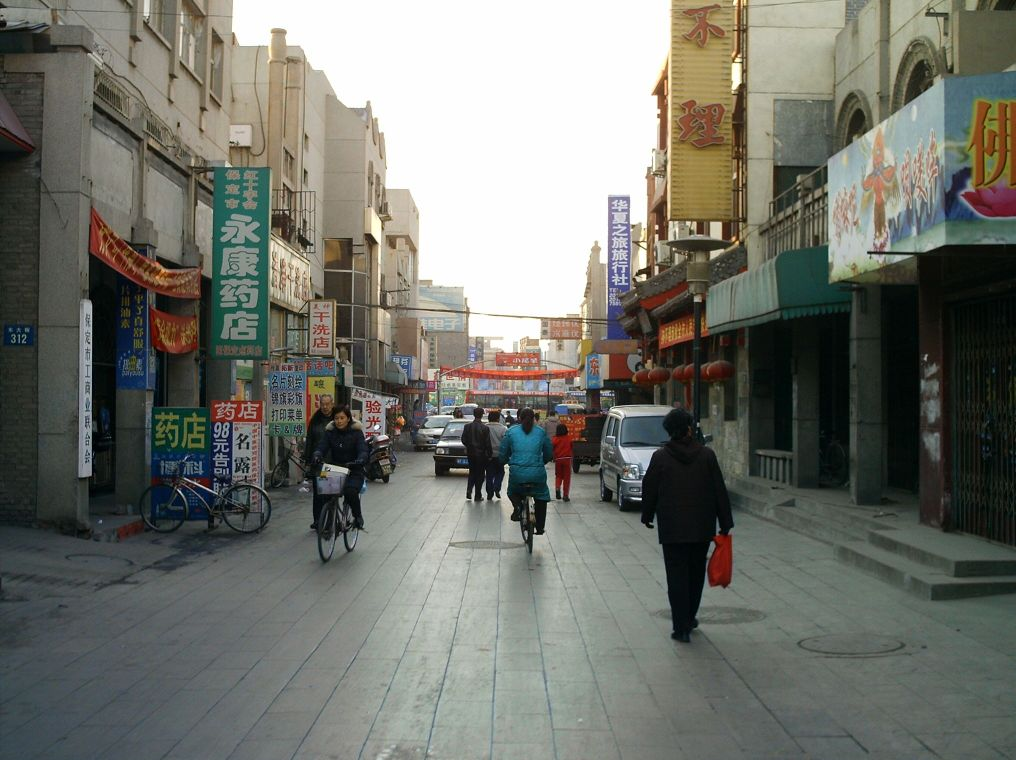
Straat in oud-Baoding
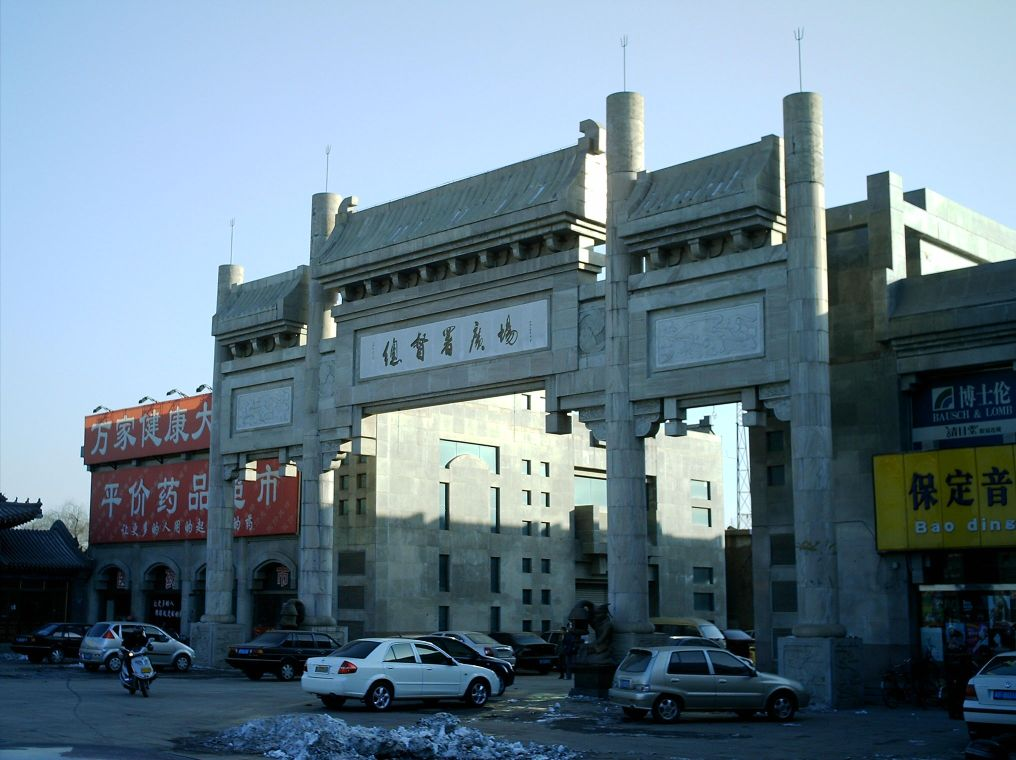
Boog in Yuhua Road, oud-Baoding
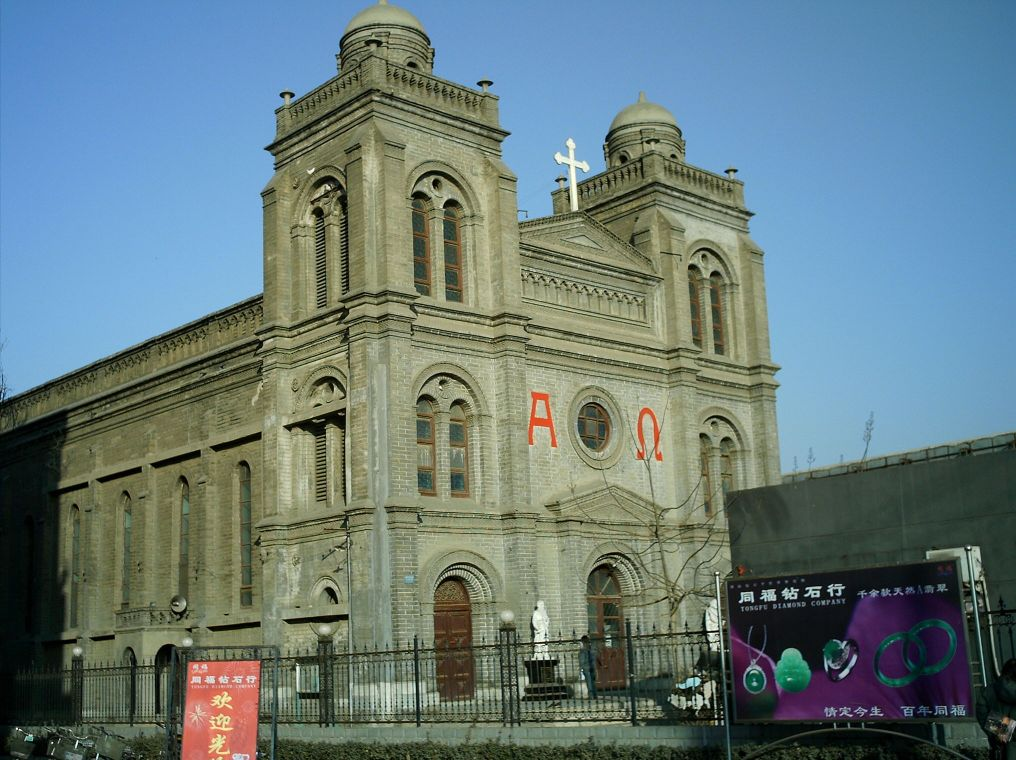
Kathedraal in Baoding